# Ла Скаљија (Рим)
Ла Скаљија је насеље у Италији у округу Рим, региону Лацио.
Према процени из 2011. у насељу је живело 37 становника. Насеље се налази на надморској висини од 45 м.